# Pristiphora
Pristiphora  (лат.) — род перепончатокрылых пилильщиков (Tenthredinidae) из подсемейства Nematinae. Более 200 видов. Встречаются в основном в Палеарктике и Неарктике, а также в Неотропике и Ориентальной области. Длина около 1 см. Основная окраска чёрная и с желтыми или красными отметинами на брюшке и груди.
Фитофаги, личинки живут на деревьях и кустарниках разнообразных семейств. Среди кормовых растений преобладают представители ивовых, розоцветных, хвойных и другие.

## Систематика
Более 200 видов, часть видов и подродов иногда рассматривается в отдельных родовых таксонах. В старом объёме для Палеарктики указывалось 170 видов, в фауне России около 90 видов. В ходе ревизии подсемейства Nematinae в 2014 году была проведена массовая синонимизация родов под именем Pristiphora, в результате чего его таксономический объём увеличился.
- Pristiphora abbreviata (Hartig, 1837)
- Pristiphora abietina (Christ, 1791)
- Pristiphora affinis (Lindqvist, 1952)
- Pristiphora albilabris (Thomson, 1862)
- Pristiphora albitibia (A. Costa, 1859)
- Pristiphora alpestris (Konow, 1903)
- Pristiphora anderschi  (Zaddach, 1875)
- Pristiphora angulata  Lindqvist, 1974
- Pristiphora aphantoneura  (Förster, 1854)
- Pristiphora appendiculata  (Hartig, 1837)
- Pristiphora armata  (C. G. Thomson, 1862)
- Pristiphora astragali  Vikberg, 1978
- Pristiphora atlantica  Malaise, 1939
- Pristiphora atripes  (Lindqvist, 1952)
- Pristiphora beaumonti  Zirngiebl, 1957
- Pristiphora bensoni  Lindqvist, 1953
- Другие виды